# Bernard Hinault
Bernard Hinault (Yffiniac, Costas de Armor; 14 de noviembre de 1954) es un ciclista francés retirado, ganador de diez Grandes Vueltas, gesta solo superada por el belga Eddy Merckx (11). Especialista en etapas contrarreloj, donde sacaba la mayor ventaja posible frente a sus adversarios para ganar carreras.
Apodado Le Blaireau ('El Tejón') en Francia y Caimán en España, dominó el panorama internacional entre el final de los años 1970 y la primera mitad de los 80, ganando 216 carreras y convirtiéndose en el ciclista francés con el mejor palmarés de todos los tiempos.
Aunque comparten el mismo lugar de nacimiento y apellido, no está emparentado con el ciclista más joven Sébastien Hinault.

## Biografía
Hinault nació en 1954 en el pueblo bretón de Yffiniac, siendo el segundo mayor de los cuatro hijos de Joseph y Lucie Hinault. La familia vivía en una cabaña llamada La Clôture, construida poco después del nacimiento de Hinault. Sus padres eran agricultores y los niños a menudo tenían que ayudar en la época de la cosecha. Su padre posteriormente trabajó como guardavía para la compañía ferroviaria nacional SNCF. Hinault fue descrito como un niño "hiperactivo", y su madre lo apodó el "pequeño hooligan". No era un buen estudiante, pero visitó la escuela técnica en Saint-Brieuc para realizar un aprendizaje de ingeniería. Allí se inició en el atletismo, convirtiéndose en corredor y finalizando décimo en el campeonato de Francia junior de fondo en 1971.
En diciembre de 1974, justo antes de convertirse en profesional, se casó con Martine, a quien había conocido en una boda familiar el año anterior. Su primer hijo, Mickael, nació en 1975, con un segundo, Alexandre, en 1981. Hinault y su familia vivían en Quessoy, cerca de Yffiniac, mientras él era ciclista profesional. Después de su retiro, se mudaron a una granja situada a unos 64 km de allí, en Bretaña. Hinault había comprado en 1983 la propiedad de 48 hectáreas cercana a Calorguen, localidad de la que Martine sería elegida alcaldesa.
A diferencia de muchos otros ciclistas retirados, Hinault nunca se convirtió en director de equipo después de su carrera ciclista. Las ofertas de Bouygues Télécom y de un inversor chino a mediados de la década de 2000 fracasaron. Fue el seleccionador de la selección francesa de 1988 a 1993, y en la temporada 2014 asumió el papel de "patrón" con el equipo británico Virtus. En junio de 2020, Hinault se convirtió en parte de un grupo de inversores reunidos para salvar a la empresa de equipos de ciclismo Mavic, patrocinadora del Tour de Francia desde hacía mucho tiempo. Mavic había llegado a la suspensión de pagos a principios de aquel año debido a las consecuencias económicas de la pandemia de COVID-19.

## Logros deportivos
Hinault uno de los mejores de la historia de este deporte. Al igual que su compatriota Jacques Anquetil y que el belga Eddy Merckx, cerró su trayectoria con cinco victorias no consecutivas en el Tour de Francia (años después, el español Miguel Induráin se convertiría en el primero en encadenar los cinco éxitos).
Fue el primer ciclista en obtener más de una victoria absoluta en las tres Grandes Vueltas, al ganar cinco Tours, tres Giros y dos Vueltas (logro únicamente conseguido con posterioridad por Alberto Contador). En las tres grandes rondas logró un total de 41 victorias de etapa al conseguir 28 etapas en el Tour, 7 etapas en la Vuelta y 6 etapas en el Giro.
Entre sus principales victorias en carreras de un día, se pueden citar sus cinco Monumentos del Ciclismo:  Lieja-Bastogne-Lieja (77 y 80);  Giro de Lombardía (79 y 84) y  Paris Roubaix de 1981. La Lieja-Bastogne-Lieja en 1980 la consiguió bajo la nieve, alcanzando la línea de meta con más de nueve minutos de ventaja sobre el segundo, el neerlandés Hennie Kuiper. Además, entre otras, ganó las clásicas Flecha Valona en dos ocasiones (79, 83); la  Amstel Gold Race en 1981, la Gante-Wevelgem de 1977 y cinco veces el  Gran Premio de las Naciones (77, 78, 79, 82 y 84).
También obtuvo la victoria en vueltas menores, como el  Dauphiné Libéré (1977, 1979, 1981); el  Criterium Internacional (1978, 1981) o el  Tour de Romandía, además de otras de rango inferior.
Todo lo anterior, le llevó a ganar el Super Prestige Pernod International en cuatro ocasiones (1979, 80, 81 y 82), al mejor ciclista de esos años.
Sus medallas de oro en el Campeonato de Francia en Ruta de 1978 y, sobre todo, en la prueba de fondo en carretera del  Campeonato Mundial de Ciclismo en Ruta de 1980 en Sallanches, completan una de las más brillantes carreras ciclistas de todos los tiempos.
Entre sus principales rivales, deben ser citados el neerlandés Joop Zoetemelk, el belga Lucien van Impe, el portugués Joaquim Agostinho, el también francés Laurent Fignon y el estadounidense Greg LeMond. Los dos últimos tras haber sido sus compañeros de equipo y gregarios en la escuadra Renault.
Su última carrera fue el 9 de noviembre de 1986, una carrera de ciclocrós muy cerca de Yffiniac. Estuvo vinculado a la organización del Tour de Francia hasta el año 2018.

## Palmarés
| 1976 - Tour de l'Aude - Tour de Limousin - París-Camembert - Tour d'Indre-et-Loire 1977 - Gran Premio de las Naciones - Lieja-Bastogne-Lieja - Dauphiné Libéré, más 2 etapas - Gante-Wevelgem - Tour de Limousin, más 1 etapa - 1 etapa de l'Etoile des Espoirs - 1 etapa del Tour d'Indre-et-Loire - 3.º en el Super Prestige Pernod International 1978 - Tour de Francia , más 3 etapas - Vuelta a España , más 5 etapas y clasificación de las metas volantes - Gran Premio de las Naciones - Campeonato de Francia en Ruta - Critérium Internacional, más 1 etapa - 2.º en el Super Prestige Pernod International - Boucles de l'Aulne 1979 - Tour de Francia , más 7 etapas y clasificación por puntos - Gran Premio de las Naciones - Giro de Lombardía - Flecha Valona - Dauphiné Libéré, más 4 etapas - Tour de l'Oise, más 1 etapa - Circuit de l'Indre - 2 etapas del Tour de Luxemburgo - 1 etapa del Critérium Internacional - 1 etapa de l'Étoile des Espoirs - 2.º en el Campeonato de Francia en Ruta - Super Prestige Pernod International - Boucles de l'Aulne 1980 - Giro de Italia , más 1 etapa - Campeonato Mundial en Ruta - Lieja-Bastogne-Lieja - Tour de Romandía - 3 etapas del Tour de Francia - 2 etapas del Tour de l'Aude - 1 etapa del Critérium Internacional - 1 etapa del Tour du Tarn - 1 etapa del Tour de Limousin - 2.º en el Campeonato de Francia en Ruta - Super Prestige Pernod International | 1981 - Tour de Francia , más 5 etapas, la clasificación de la combinada y Premio de la Combatividad - París-Roubaix - Dauphiné Libéré, más 4 etapas - Amstel Gold Race - Critérium Internacional, más 3 etapas - 1 etapa del Tour del Mediterráneo - 3.º en el Campeonato Mundial en Ruta - Super Prestige Pernod International - Boucles de l'Aulne 1982 - Gran Premio la Marsellesa - Tour de Francia , más 4 etapas y la clasificación de la combinada - Giro de Italia , más 4 etapas - Gran Premio de las Naciones - Polynormande - Tour de Luxemburgo, más 1 etapa - Tour d'Armorique, más 1 etapa - Super Prestige Pernod International - Critérium de As - Tour de Corse, más 1 etapa 1983 - Vuelta a España , más 2 etapas - Flecha Valona - G.P. Pino Cerami - 1 etapa del Tour Midi-Pyrénées 1984 - Gran Premio de las Naciones - Giro de Lombardía - Trofeo Baracchi (con Francesco Moser) - Cuatro días de Dunkerque - 1 etapa del Tour de Francia y Premio de la Combatividad - 1 etapa de la Vuelta a Valencia - 2.º en el Super Prestige Pernod International 1985 - Tour de Francia , más 2 etapas - Giro de Italia , más 1 etapa - 2 etapas de la Coors Classic - Boucles de l'Aulne - 2.º en Estivella, Vuelta al Camp de Morvedre, (Camp di Morvedre), Camp di Morvedre (Comunidad Valenciana), España 1986 - 3 etapas del Tour de Francia, más Gran Premio de la Montaña y Premio de la Combatividad - Trofeo Luis Puig - Vuelta a la Comunidad Valenciana - Coors Classic, más 2 etapas - 1 etapa del Tour Midi-Pyrénées - 1 etapa de los Cuatro días de Dunkerque - 1 etapa del Clásico RCN |

## Resultados

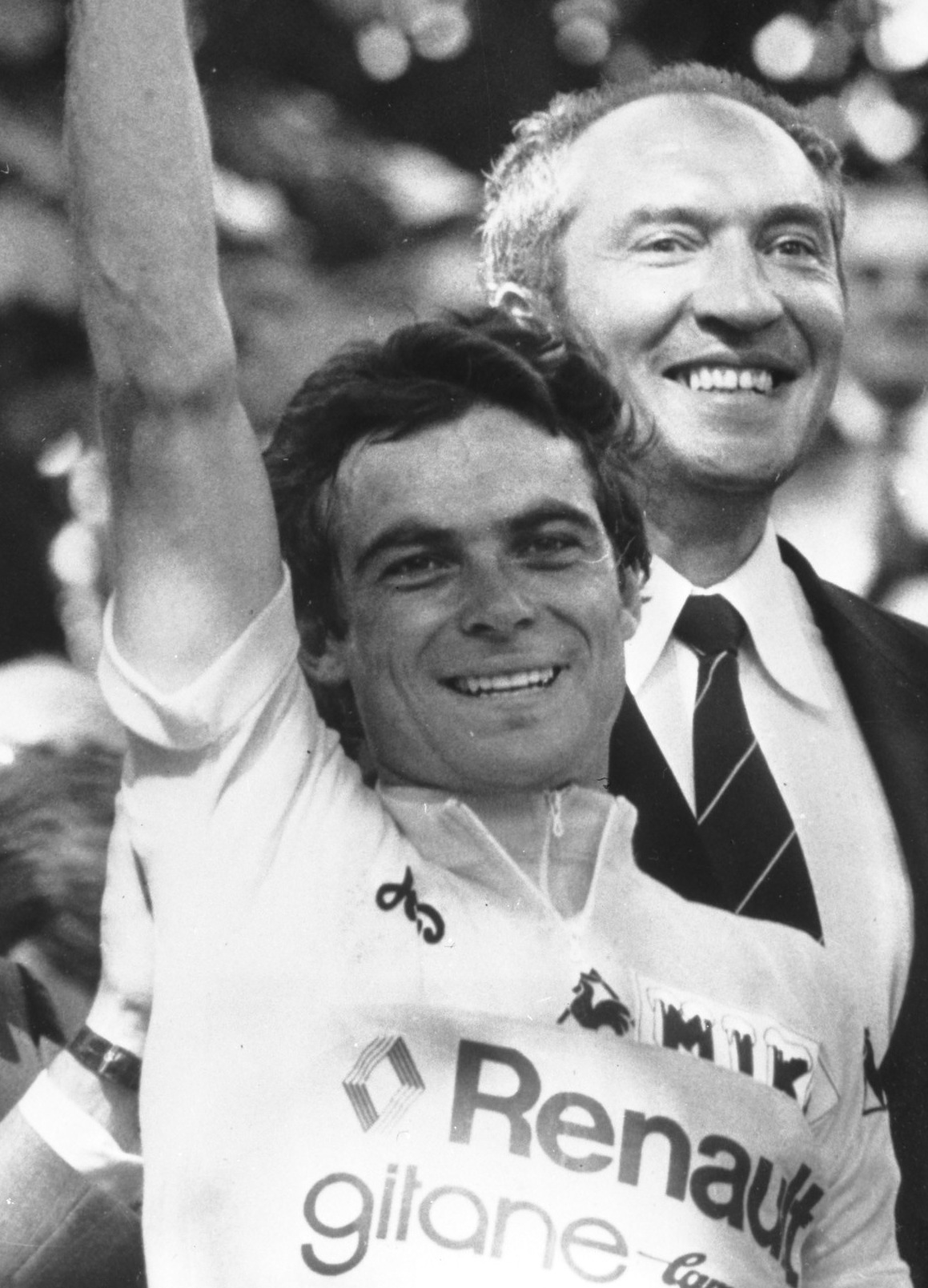
Hinault en 1978.

Durante su carrera deportiva consiguió los siguientes puestos en Grandes Vueltas, vueltas menores y carreras de un día:

### Grandes Vueltas
| Carrera | Carrera         | 1974 | 1975 | 1976 | 1977 | 1978 | 1979 | 1980 | 1981 | 1982 | 1983 | 1984 | 1985 | 1986 |
| ------- | --------------- | ---- | ---- | ---- | ---- | ---- | ---- | ---- | ---- | ---- | ---- | ---- | ---- | ---- |
|         | Giro de Italia  | —    | —    | —    | —    | —    | —    | 1.º  | —    | 1.º  | —    | —    | 1.º  | —    |
|         | Tour de Francia | —    | —    | —    | —    | 1.º  | 1.º  | Ab.  | 1.º  | 1.º  | —    | 2.º  | 1.º  | 2.º  |
|         | Vuelta a España | —    | —    | —    | —    | 1.º  | —    | —    | —    | —    | 1.º  | —    | —    | —    |

### Vueltas menores
| Carrera | Carrera                | 1974 | 1975 | 1976 | 1977 | 1978 | 1979 | 1980 | 1981 | 1982 | 1983 | 1984 | 1985 | 1986 |
| ------- | ---------------------- | ---- | ---- | ---- | ---- | ---- | ---- | ---- | ---- | ---- | ---- | ---- | ---- | ---- |
|         | París-Niza             | —    | 7.º  | 12.º | 5.º  | 2.º  | 6.º  | —    | —    | —    | —    | 3.º  | —    | —    |
|         | Tour de Romandía       | —    | —    | —    | —    | —    | —    | 1.º  | —    | 4.º  | —    | —    | —    | —    |
|         | Critérium del Dauphiné | —    | 38.º | —    | 1.º  | —    | 1.º  | —    | 1.º  | —    | —    | 2.º  | —    | —    |
|         | Vuelta a Suiza         | —    | —    | —    | —    | 11.º | —    | —    | —    | —    | —    | —    | —    | 29.º |

### Clásicas, Campeonatos y JJ. OO.
| Carrera               | Carrera               | 1974 | 1975 | 1976 | 1977 | 1978 | 1979 | 1980 | 1981 | 1982 | 1983 | 1984 | 1985 | 1986 |
| --------------------- | --------------------- | ---- | ---- | ---- | ---- | ---- | ---- | ---- | ---- | ---- | ---- | ---- | ---- | ---- |
|                       | Milán-San Remo        | —    | 54.º | —    | —    | —    | 7.º  | —    | —    | —    | —    | —    | —    | —    |
| Gante-Wevelgem        | Gante-Wevelgem        | —    | —    | —    | 1.º  | —    | 8.º  | —    | 42.º | —    | —    | —    | —    | —    |
|                       | Tour de Flandes       | —    | —    | —    | —    | 11.º | —    | —    | —    | —    | —    | —    | —    | —    |
|                       | París-Roubaix         | —    | —    | —    | —    | 13.º | 11.º | 4.º  | 1.º  | 9.º  | —    | —    | —    | —    |
| Amstel Gold Race      | Amstel Gold Race      | —    | —    | —    | —    | —    | —    | 5.º  | 1.º  | —    | —    | —    | —    | —    |
| Flecha Valona         | Flecha Valona         | —    | —    | —    | 31.º | —    | 1.º  | 3.º  | 42.º | 15.º | 1.º  | 19.º | 23.º | 16.º |
|                       | Lieja-Bastoña-Lieja   | —    | —    | —    | 1.º  | —    | 2.º  | 1.º  | 18.º | —    | 32.º | 19.º | 18.º | —    |
| Clásica San Sebastián | Clásica San Sebastián | X    | X    | X    | X    | X    | X    | X    | —    | —    | —    | 28.º | —    | —    |
| Campeonato de Zúrich  | Campeonato de Zúrich  | —    | —    | —    | —    | —    | —    | 29.º | —    | —    | —    | 4.º  | 58.º | —    |
| Gran Premio de Plouay | Gran Premio de Plouay | —    | 11.º | —    | 6.º  | —    | —    | —    | —    | —    | —    | —    | —    | —    |
| París-Tours           | París-Tours           | —    | 56.º | 79.º | 47.º | 27.º | 6.º  | —    | —    | 44.º | —    | 28.º | —    | —    |
|                       | Giro de Lombardía     | —    | —    | 17.º | —    | 3.º  | 1.º  | —    | —    | —    | —    | 1.º  | —    | —    |
| Mundial en Ruta       | Mundial en Ruta       | —    | —    | 6.º  | 8.º  | 5.º  | 21.º | 1.º  | 3.º  | Ab.  | —    | Ab.  | Ab.  | 59.º |
| Francia en Ruta       | Francia en Ruta       | —    | —    | —    | —    | 1.º  | 2.º  | 2.º  | —    | —    | —    | —    | —    | —    |

—: No participa

Ab.: Abandona

X: Ediciones no celebradas

## Premios y reconocimientos
- Mendrisio de Oro (1979 y 1980)
- En el año 2002 fue designado como uno de los ciclistas más destacados de la historia, al formar parte de la Sesión Inaugural del Salón de la Fama de la UCI.[17]

## Equipos
- Gitane-Campagnolo (1975-1977)
- Renault (1978-1983)
  - Renault-Gitane-Campagnolo (1978)
  - Renault-Gitane (1979-1980)
  - Renault-Elf-Gitane (1981-1982)
  - Renault-Elf (1983)
- La Vie Claire (1984-1986)
  - La Vie Claire-Terraillon (1984)
  - La Vie Claire-Wonder-Radar (1985-1986)